# Osakidetza
Osakidetza - Servei Basc de Salut  (o simplement Osakidetza) és l'organisme creat el 1984 encarregat del sistema de prestacions sanitàries públiques en la comunitat autònoma del País Basc, pertanyent al Sistema Nacional de Salut, creat en 1986 i que va substituir a l'INSALUD.
La transferència de competències en matèria de Sanitat al Govern Basc es va realitzar sent lehendakari Carlos Garaikoetxea, derivat de l'aprovació de l'Estatut d'Autonomia en 1979. És un servei públic sanitari que compta amb una gran quantitat de centres que atenen les necessitats dels ciutadans bascos. El seu màxim responsable és el Conseller de Sanitat del Govern Basc.